# DDR-Meisterschaften im Feldfaustball 1977
Die DDR-Meisterschaften im Feldfaustball 1977 waren die 28. Austragung der Meisterschaften im Faustball auf dem Feld in der DDR im Jahre 1977.
Die Finalturniere bestritten nach Abschluss der fünfmonatigen Meisterschaftsserie die jeweils vier besten Mannschaften der Damen- und Herrenkonkurrenz am 17. September im Stadion der Völkerfreundschaft im osterzgebirgischen Schmiedeberg.

## Frauen
Abschlusstabelle nach der Hauptrunde:
| Platz | Mannschaft                 | Punkte | Siege | Remis | Niederlagen | Bälle   | Vorgabezähler |
| 1.    | SG Görlitz (M)             | 27:1   | 13    | 1     | –           | 432:261 | 3             |
| 2.    | Chemie Weißwasser          | 25:3   | 12    | 1     | 1           | 465:246 | 2             |
| 3.    | TSG Berlin-Oberschöneweide | 14:14  | 7     | –     | 7           | 314:302 | 1             |
| 4.    | ISG Hirschfelde            | 14:14  | 7     | –     | 7           | 346:373 | 0             |
| 5.    | Lokomotive Schleife        | 12:16  | 6     | –     | 8           | 295:337 | –             |
| 6.    | Pentacon Dresden           | 10:18  | 5     | –     | 9           | 241:299 | –             |
| 7.    | Aufbau Dissenchen (N)      | 6:22   | 3     | –     | 11          | 286:415 | –             |
| 8.    | Lokomotive Schwerin        | 4:24   | 2     | –     | 12          | 251:397 | –             |

Aufstiegsrunde: An der Aufstiegsrunde nahmen die vier Staffelsieger der Bezirksgruppenliga und der Oberligaletzte Lok Schwerin in Groitzsch teil. Aufbau Dissenchen verzichtete auf die Relegation. Lok Schwerin konnte letztlich doch in der Oberliga verbleiben. 
| Platz | Mannschaft            | Punkte | Siege | Remis | Niederlagen | Bälle      |
| 1.    | Fortschritt Groitzsch | 7:1    | 3     | 1     | –           | 95:64 +31  |
| 2.    | Lokomotive Dresden    | 7:1    | 3     | 1     | –           | 95:66 +29  |
| 3.    | Traktor Seebeergen    | 4:4    | 2     | –     | 2           | 67:76 0-9  |
| 4.    | Lokomotive Schwerin   | 2:6    | 1     | –     | 3           | 83:98 -15  |
| 5.    | Motor Rathenow        | 0:8    | –     | –     | 4           | 77:113 -36 |

Finalturnier:
In der Finalrunde spielten die vier Teilnehmer eine Einfachrunde Jeder gegen Jeden.
| SG Görlitz        | – | ISG Hirschfelde            | 27:26 (14:15) |
| Chemie Weißwasser | – | TSG Berlin-Oberschöneweide | 22:18 (8:10)  |
| SG Görlitz        | – | TSG Berlin-Oberschöneweide | 38:16 (20:7)  |
| Chemie Weißwasser | – | ISG Hirschfelde            | 35:21 (18:10) |
| SG Görlitz        | – | Chemie Weißwasser          | 30:26 (17:15) |
| ISG Hirschfelde   | – | TSG Berlin-Oberschöneweide | 28:41 (10:22) |

Die im vierten Jahr angewendete Regelung der Vorgabezähler hatte am Ende keinen Einfluss auf die Platzierung nach Abschluss des Finalturniers.
Abschlussstand:
| Platz | Mannschaft                 | Punkte | VZ | Gesamt | Bälle/Diff. |
| 1.    | SG Görlitz                 | 6:0    | 3  | 9:0    | 95:68 +27   |
| 2.    | Chemie Weißwasser          | 4:2    | 2  | 6:2    | 83:69 +14   |
| 3.    | ISG Hirschfelde            | 2:4    | 0  | 2:4    | 75:103 -28  |
| 4.    | TSG Berlin-Oberschöneweide | 0:6    | 1  | 1:6    | 75:88 -13   |

Kader der Mannschaften:
|    | SpG Görlitz: Ursula Bärsch, Karin Richter, Katharina Grüllig, Gisela Götze, Angelika Knospe, Petra Eiffler Übungsleiter: Kurt Boeßert   |
|    | BSG Chemie Weißwasser: Gisela Bursch, Ursula Lisk, Ingrid Klei, Petra Bergmann, Waltraud Steide Übungsleiter: Walter Wiedemann          |
|    | ISG Hirschfelde: Ute Pfitzner, Hannelore Vietze, Monika Schmidt, Ursula Aust, Sonja Rathmann, Isa Reinhold Übungsleiter: Claus Pfitzner |
| 4. | TSG Berlin-Oberschöneweide: Waltraud Goltzsch, Gisela Lemcke, Gudrun Derle, Jutta Gutschmidt, Regina Seitz; Vera Zielke                 |

## Männer
Abschlusstabelle nach der Hauptrunde:
| Platz | Mannschaft             | Punkte                                             | Siege                                              | Remis                                              | Niederlagen                                        | Bälle                                              | Vorgabezähler                                      |
| 1.    | Lok Dresden            | 32:4                                               | 16                                                 | –                                                  | 2                                                  | 642:458                                            | 3                                                  |
| 2.    | Chemie Zeitz (M)       | 29:7                                               | 14                                                 | 1                                                  | 3                                                  | 632:484                                            | 2                                                  |
| 3.    | ISG Hirschfelde I      | 26:10                                              | 13                                                 | –                                                  | 5                                                  | 649:520                                            | 1                                                  |
| 4.    | Plasttechnik Greiz     | 26:10                                              | 13                                                 | –                                                  | 5                                                  | 565:499                                            | 0                                                  |
| 5     | Fortschritt Glauchau   | 16:20                                              | 7                                                  | 2                                                  | 9                                                  | 546:549                                            | –                                                  |
| 6.    | Traktor Bachfeld       | 16:20                                              | 8                                                  | –                                                  | 10                                                 | 504:560                                            | –                                                  |
| 7.    | Einheit Halle          | 15:21                                              | 7                                                  | 1                                                  | 10                                                 | 494:565                                            | –                                                  |
| 8.    | ISG Hirschfelde II (N) | 12:24                                              | 5                                                  | 2                                                  | 11                                                 | 559:580                                            | –                                                  |
| 9.    | Motor Zwickau-Süd (N)  | 8:28                                               | 4                                                  | –                                                  | 14                                                 | 528:611                                            | –                                                  |
| 10.   | SG Görlitz             | 0:36                                               | –                                                  | –                                                  | 18                                                 | 419:712                                            | –                                                  |
| 11.   | Motor Schleusingen     | disqualifiziert (wegen zweimaligen Nichtantretens) | disqualifiziert (wegen zweimaligen Nichtantretens) | disqualifiziert (wegen zweimaligen Nichtantretens) | disqualifiziert (wegen zweimaligen Nichtantretens) | disqualifiziert (wegen zweimaligen Nichtantretens) | disqualifiziert (wegen zweimaligen Nichtantretens) |

Ab-/Aufstieg: Motor Schleusingen und die SG Görlitz stiegen direkt ab. Den sofortigen Wiederaufstieg schaffte erneut (wie 1972/1973) Medizin Erfurt.
Aufstiegsrunde:
| Platz | Mannschaft                 | Punkte | Siege | Remis | Niederlagen | Bälle       |
| 1.    | Lokomotive Dresden II      | 10:0   | 5     | –     | –           | 166:113 +53 |
| 2.    | Medizin Erfurt (A)         | 6:4    | 3     | –     | 2           | 176:150 +26 |
| 3.    | Einheit Jüterbog (A)       | 6:4    | 3     | –     | 2           | 164:176 -12 |
| 4.    | Mansfeld-Kombinat Benndorf | 3:7    | 1     | 1     | 3           | 142:156 -14 |
| 5.    | Spielgemeinschaft Rüsdorf  | 3:7    | 1     | 1     | 3           | 128:174 -46 |
| 5.    | Rotation Dresden           | 2:8    | 1     | –     | 4           | 128:161 -33 |

Finalturnier:
In der Finalrunde spielten die vier Teilnehmer eine Einfachrunde Jeder gegen Jeden.
| Lok Dresden     | – | Plasttechnik Greiz | 30:25 (15:14) |
| Chemie Zeitz    | – | ISG Hirschfelde    | 34:30 (17:12) |
| Lok Dresden     | – | ISG Hirschfelde    | 40:26 (23:11) |
| Chemie Zeitz    | – | Plasttechnik Greiz | 34:35 (18:19) |
| Lok Dresden     | – | Chemie Zeitz       | 28:36 (13:19) |
| ISG Hirschfelde | – | Plasttechnik Greiz | 31:29 (14:14) |

Die auch im vierten Jahr angewendete Regelung der Vorgabezähler entschied über die Goldmedaille. Nach Siegen über die ISG Hirschfelde und Plasttechnik Greiz standen die Dresdener bereits vor der bedeutungslosen Niederlage gegen den Serienmeister Chemie Zeitz als neuer Meister fest. Sie holten damit zum ersten Mal den Meistertitel nach Dresden.
Abschlussstand:
| Platz | Mannschaft         | Punkte | VZ | Gesamt | Bälle/Diff. |
| 1.    | Lok Dresden        | 4:2    | 3  | 7:2    | 98:87 +11   |
| 2.    | Chemie Zeitz       | 4:2    | 2  | 6:2    | 104:93 +11  |
| 3.    | ISG Hirschfelde    | 2:4    | 1  | 3:4    | 87:103 -16  |
| 4.    | Plasttechnik Greiz | 2:4    | 0  | 2:4    | 89:95 0-6   |

Kader der Mannschaften:
|    | Lokomotive Dresden: Hellmut Pöge, Volker Kretzschmar, Jochen Bitterlich, Gerd Weber, Detlef Sorge, Harald Häser Übungsleiter: Fredi Bitterlich   |
|    | Chemie Zeitz: Wolfgang Ehrlich, Eberhard Gasse, Gunther Knauer, Gerhard Beer, Manfred Meyer, Ulrich Laue Übungsleiter: –                         |
|    | ISG Hirschfelde: Frank Kothe, Herbert Steudte, Roland Engelmann, Karl-Heinz Pursche, Gottfried Stelzig Übungsleiter: Horst Steudte               |
| 4. | Plasttechnik Greiz: Hans-Rolf Ott, Wolfgang Kuchenreuther, Wolfgang Steudel, Günter Kehm, Peter Lorenz, Frank Seidel Übungsleiter: Ernst Stelzig |

## Anmerkung
1. 1 2 3 4  Vorgabezähler: Gemäß ihrer Platzierung in der Hauptrunde erhielten die qualifizierten Mannschaften Punkte für die Endrunde. Der Erste erhielt dabei drei Punkte, der Zweitplatzierte zwei, der Dritte noch einen.